# Benjamin Fischer (calciatore)
Benjamin Fischer (Grabs, 19 ottobre 1980) è un ex calciatore liechtensteinese, di ruolo attaccante.

## Carriera
Ha giocato nella sua nazionale dal 2005 al 2011 totalizzando 2 reti in 22 presenze.
La sua ultima partita con la nazionale fu il 3 giugno 2011, nella vittoria per 2-0 contro la Lituania. Questa partita segna anche il suo ritiro dal calcio giocato.

## Palmarès

### Club

#### Competizioni nazionali
- Coppa del Liechtenstein: 10

Vaduz: 1999-2000, 2000-2001, 2003-2004, 2004-2005, 2005-2006, 2006-2007, 2007-2008, 2008-2009, 2009-2010, 2010-2011
- Challenge League: 1

Vaduz: 2007-2008